# Starigrad
Starigrad je naselje z dobrimi 1000 prebivalci, manjše pristanišče in sedež istoimenske hrvaške občine z okoli 1700 prebivalci (2021) v Zadrski županiji. Občina Starigrad obsega tri naselja (v oklepaju število prebivalcev leta 2011):
- Starigrad Paklenica (1140)
- Seline (469)
- Tribanj (267)

## Demografija
| Pregled števila prebivalcev po letih | Pregled števila prebivalcev po letih | Pregled števila prebivalcev po letih | Pregled števila prebivalcev po letih | Pregled števila prebivalcev po letih | Pregled števila prebivalcev po letih | Pregled števila prebivalcev po letih | Pregled števila prebivalcev po letih | Pregled števila prebivalcev po letih | Pregled števila prebivalcev po letih | Pregled števila prebivalcev po letih | Pregled števila prebivalcev po letih | Pregled števila prebivalcev po letih | Pregled števila prebivalcev po letih | Pregled števila prebivalcev po letih |      |      |
| ------------------------------------ | ------------------------------------ | ------------------------------------ | ------------------------------------ | ------------------------------------ | ------------------------------------ | ------------------------------------ | ------------------------------------ | ------------------------------------ | ------------------------------------ | ------------------------------------ | ------------------------------------ | ------------------------------------ | ------------------------------------ | ------------------------------------ | ---- | ---- |
| 1857                                 | 1869                                 | 1880                                 | 1890                                 | 1900                                 | 1910                                 | 1921                                 | 1931                                 | 1948                                 | 1953                                 | 1961                                 | 1971                                 | 1981                                 | 1991                                 | 2001                                 | 2011 | 2021 |
| 511                                  | 550                                  | 640                                  | 777                                  | 912                                  | 1091                                 | 1157                                 | 1300                                 | 991                                  | 1092                                 | 1109                                 | 1163                                 | 1135                                 | 1159                                 | 1100                                 | 1140 | 1051 |

## Geografija
Starigrad, ki ga imenujejo tudi Starigrad-Paklenica, leži ob Velebitskem kanalu ob magistralni cesti Reka - Split pod gorskim masivom južnega Velebita. Mestece, v katerem je uprava Narodnega parka Paklenica, je izhodišče za obisk sotesk Velika in Mala Paklenica. Starigrad, kjer se stikata blago sredozemsko in ostro gorsko podnebje, je središče okoli 20 km dolge Pakleniške riviere s peščenimi plažami.
Paklenica ima manjše pristanišče. S plovili se je mogoče privezovati na oneh straneh pristaniškega pomola. Globina morja ob pomolu je do 3,5 m. Za priveze je primeren tudi kolenast valobran. Globina morja ob valobranu je do 2,5 m. Pristanišče je izpostavljeno jugozahodnim vetrovom. Burja je tu zelo pogosta in močna.
Na koncu pomola stoji svetilnik, ki oddaja svetlobni signal: R Bl 3s. Nazivni domet svetilnika je 3 milje.

## Gospodarstvo
Glavna gospodarska dejavnost je turizem.

## Zgodovina
Področje Starigrada je poseljeno že v rimski dobi, takrat se je naselje imenovalo Argyruntum. V času turških vpadov so tedanji prebivalci naselje v 16. stoletju zapustili. Ponovno so kraj obnovili v 17. stoletju.
V bližini naselja stojita predromanska cerkvica sv. Petra obdna z 20 stečki - srednjeveškimi bogomilskimi nagrobniki, in ruševine stolpa, imenovanega Većka kula, postavljenega verjetno za obrambo pred turškimi vpadi. V zalivu Rovanjska jugovzhodno od Starigrada pa so ostanki preromanske cerkvice sv. Jurja.